# Jasenice (żupania dubrownicko-neretwiańska)
Jasenice – wieś w Chorwacji, w żupanii dubrownicko-neretwiańskiej, w gminie Konavle. W 2011 roku liczyła 14 mieszkańców.